# Пильно
Пильно — село в Красногорском районе Алтайского края. Входит в состав Усть-Кажинского сельсовета.

## География
Расположено на левом берегу реки Чапшушки, вблизи места впадения её в реку Бию. Абсолютная высота — 235 метров над уровнем моря.

## История
Основано в 1620 году. В 1926 году в селе имелось 367 хозяйств и проживало 2040 человек (981 мужчина и 1059 женщин). В национальном составе населения того периода преобладали русские. Действовали школа I ступени, изба-читальня и лавка общества потребителей. В административном отношении являлось центром Пильновского сельсовета Старо-Бардинского района Бийского округа Сибирского края.

## Население
| 1926 | 1997 | 1998 | 1999 | 2000 | 2001 | 2002 | 2003 | 2004 | 2005 |
| ---- | ---- | ---- | ---- | ---- | ---- | ---- | ---- | ---- | ---- |
| 2040 | ↘167 | ↗171 | ↘169 | ↘165 | ↘135 | ↗142 | ↘104 | ↘83  | ↘69  |
| 2006 | 2007 | 2008 | 2009 | 2010 | 2011 | 2012 | 2013 |      |      |
| ↗74  | ↘59  | ↘52  | ↘46  | ↘42  | ↘40  | ↘34  | ↘33  |      |      |

Национальный состав
Согласно результатам переписи 2002 года, в национальной структуре населения русские составляли 89 %.